# García Hernández
García Hernández es un municipio filipino perteneciente a la provincia de Bohol, en las Bisayas Centrales.

## Toponimia
El lugar puede encontrarse referido como García Hernández y Garcia Hernandez.

## Geografía
Se encuentra en la costa meridional de la isla de Bohol.

## Historia
Hacia comienzos del siglo XX, el lugar, ya por entonces perteneciente a la provincia de Bohol, tenía contabilizada una población de 5064 habitantes. En 2020, el municipio de García Hernández tenía censados 24 430 habitantes.